# 阿什福德国际车站
阿什福德国际车站（英語：Ashford International railway station）位于英国英格兰肯特的阿什福德，启用于1842年。目前由东南铁路及南方铁路提供铁路服务。 
车站共有6座站台，国际列车使用3、4站台，国内列车使用1、2、5、6站台。所有轨道均有DC750V第三轨供电，同时3至6站台也设有AC25kV接触网。

## 历史
该站在1842年12月1日投入使用，由当时的东南铁路公司建设。在1923年铁路重组后归属南方铁路。1948年国有化后归属于英国铁路南区。
1884年7月1日，伦敦、查塔姆和多佛铁路的阿什福德西车站投入使用，开行经由梅德斯通东线至伦敦方向的旅客列车。但这条线路在15年之后的1899年1月1日起改在阿什福德车站停靠，此后阿什福德西车站只有货运列车和技术性列车停靠，直到1999年海峡隧道连接线修建时将其拆除。
1980年代，英国铁路进行了区域划分，阿什福德车站成为英国铁路东南铁路网的一座车站，直到英国铁路被私有化。
阿什福德车站曾两次改建。在1960年代初期以前，车站包括两条越行线、两个侧式站台和两个西侧为尽头的港湾式站台。
1962年，为配合肯特铁路电气化第二期施工，两个港湾式站台被改造成通过式站台，使之与原有的两个侧式站台形成两个岛式站台。原来位于线路两侧的车站建筑被拆除，改为一个跨线天桥，天桥附属有售票厅、报摊、餐厅等设施。虽然大部分原有建筑在1960年代改造时被拆除，但有两个东南和查塔姆铁路（1899－1923年）时期的雨棚，因为还很坚固，被保留下来，但其上的木质短帷被拆除。雨棚的柱子上印着1908年的年份。这些雨棚在1990年代的重建中被拆除。

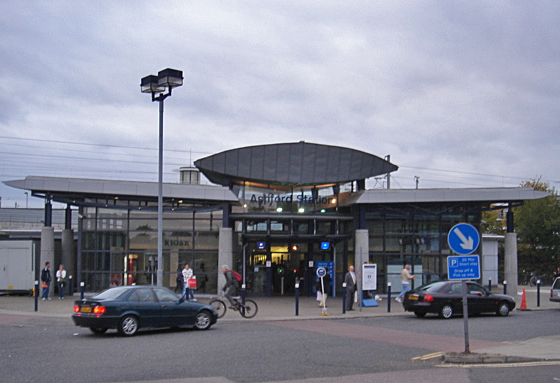
1990年代重建后的出入口。2009年出入口又扩建。

1990年代初，车站为了满足前往欧陆的国际列车的需要进行了重建。为了满足国际列车的停靠，在车站北侧增建了一个岛式站台。重建过程中，1960年代建设的跨线天桥和站台建筑大部分被拆除。但原有跨线天桥保留了一小段作为1、2站台的应急疏散通道。
2020年3月31日，本站所有歐洲之星列車服務暫停。同年9月，歐洲之星宣佈由於2019冠狀病毒病疫情導致其票務收入下跌九成，本站及埃布斯弗利特國際車站將會於2022年或以後才會有歐洲之星列車停靠。2021年9月，歐洲之星證實於2023年或以後才會有旗下列車服務兩站。2022年8月，歐洲之星指可能要到2025年才會有旗下列車服務兩站。

## 售票设施
在国内售票大厅设有人工售票处和自动售票机。而欧洲之星车站的售票处只在部分时段有人售票。

## 国际列车服务
国际列车服务始于1996年1月8日。在2007年11月1号高速铁路完全建成之前，阿什福德车站每天有12班欧洲之星列车，其中7班前往巴黎，5班前往布鲁塞尔。但在艾贝斯菲特国际车站启用后，阿什福德车站的国际列车减少到一天4班，其中3班前往巴黎，1班前往巴黎迪士尼乐园；2009年又恢复了一班前往布鲁塞尔的列车。
2020年3月31日起，本站所有歐洲之星列車服務暫停。